# تانيت فينيكس
تانيت فينيكس (بالإنجليزية: Tanit Phoenix)‏ هي عارضة وممثلة جنوب أفريقية، ولدت في 24 سبتمبر 1984 في جنوب أفريقيا.

## أعمال

### أفلام
- (2005) ملك الحرب
- (2011) سباق الموت 2
- (2012)  الجحيم[6]

## وصلات خارجية
- تانيت فينيكس على موقع IMDb (الإنجليزية)
- تانيت فينيكس على موقع ميتاكريتيك (الإنجليزية)
- تانيت فينيكس على موقع روتن توميتوز (الإنجليزية)
- تانيت فينيكس على موقع ألو سيني (الفرنسية)
- تانيت فينيكس على موقع أول موفي (الإنجليزية)
- تانيت فينيكس على موقع قاعدة بيانات الفيلم (الإنجليزية)
- تانيت فينيكس على موقع كينوبويسك (الروسية)
- تانيت فينيكس على موقع دليل عارضات الأزياء (الإنجليزية)